# Weischlitz
Weischlitz is een gemeente en plaats in de Duitse deelstaat Saksen, en maakt deel uit van het district Vogtlandkreis.
Weischlitz telt 5.753 inwoners.

## Indeling gemeente
De gemeente bestaat uit de volgende Ortsteile:
- Berglas
- Dröda
- Geilsdorf
- Grobau
- Großzöbern
- Gutenfürst
- Heinersgrün
- Kemnitz
- Kleinzöbern
- Kloschwitz
- Kobitzschwalde
- Krebes
- Kröstau
- Kürbitz
- Pirk
- Reuth (sinds 2017)
- Rodersdorf
- Ruderitz
- Schwand
- Steins
- Weischlitz

Adorf ·
Auerbach ·
Bad Brambach ·
Bad Elster ·
Bergen ·
Bösenbrunn ·
Eichigt ·
Ellefeld ·
Elsterberg ·
Falkenstein ·
Grünbach ·
Heinsdorfergrund ·
Klingenthal ·
Lengenfeld ·
Limbach ·
Markneukirchen ·
Mühlental ·
Mühltroff ·
Muldenhammer ·
Netzschkau ·
Neuensalz ·
Neumark ·
Neustadt/Vogtl. ·
Oelsnitz ·
Pausa-Mühltroff ·
Plauen ·
Pöhl ·
Reichenbach im Vogtland ·
Rodewisch ·
Rosenbach/Vogtl. ·
Schöneck/Vogtl. ·
Steinberg ·
Theuma ·
Tirpersdorf ·
Treuen ·
Triebel/Vogtl. ·
Weischlitz ·
Werda ·
Zwota